# 柏德范
柏德范全名阿尔方斯－路易斯·波艾特威（法語：Louis-Alphonse Poitevin，1819年—1882年），法国化学家、土木工程师、摄影先驱。1856年，他发现了重铬酸盐明胶的光敏特性，并发明了光刻和珂罗版工艺，被描述为“摄影史上最伟大的人物之一”。